# Campeonato Europeo de Remo de 1934

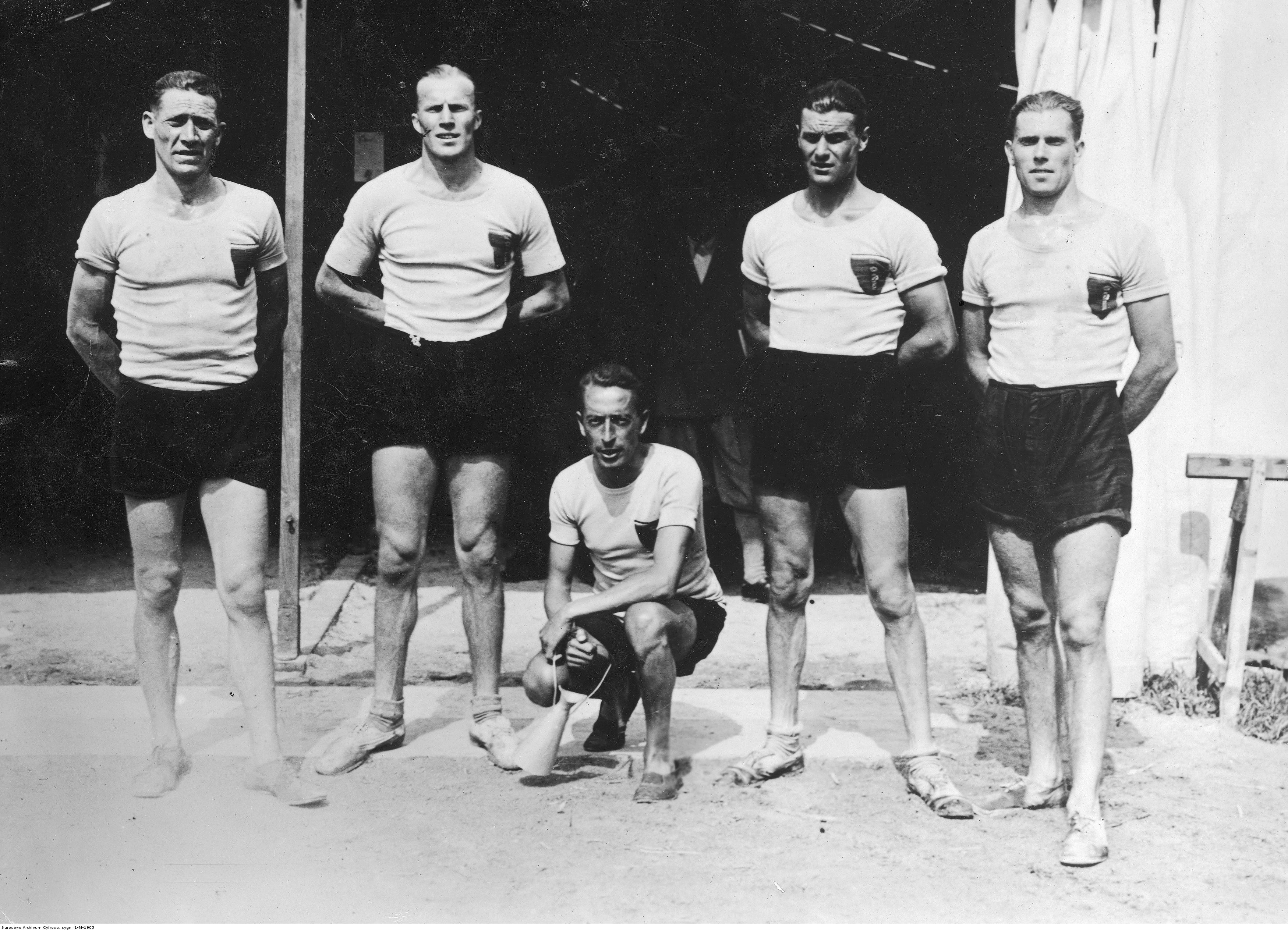
Rowers at the 1934 European Rowing Championships in Lucerne

El XXXV Campeonato Europeo de Remo se celebró en Lucerna (Suiza) en 1934 bajo la organización de la Federación Internacional de Sociedades de Remo (FISA).
En total se disputaron siete pruebas diferentes, todas ellas en la categoría masculina.

## Medallero
| Núm. | País         | Oro | Plata | Bronce | Total |
| ---- | ------------ | --- | ----- | ------ | ----- |
| 1    | Alemania     | 2   | 1     | 0      | 3     |
| 2    | Hungría      | 2   | 0     | 0      | 2     |
| 3    | Suiza        | 1   | 1     | 1      | 3     |
| 4    | Italia       | 1   | 0     | 1      | 2     |
| 5    | Austria      | 1   | 0     | 0      | 1     |
| 6    | Francia      | 0   | 3     | 2      | 5     |
| 7    | Dinamarca    | 0   | 1     | 1      | 2     |
| 8    | Polonia      | 0   | 1     | 0      | 1     |
| 9    | Países Bajos | 0   | 0     | 1      | 1     |
| 9    | Yugoslavia   | 0   | 0     | 1      | 1     |
|      | TOTAL        | 000 | 000   | 000    | 000   |